# Kankelibranchinae
Kankelibranchinae is een onderfamilie van weekdieren uit de klasse van de Gastropoda (slakken).

## Geslacht
- Kankelibranchus Ortea, Espinosa & Caballer, 2005